# Saragnano
Saragnano is een plaats (frazione) in de Italiaanse gemeente Baronissi, provincie Salerno, en telt ongeveer 1.200 inwoners.